# Anne Reid
Anne Reid, född den 28 maj 1935 i Newcastle upon Tyne, är en engelsk film- och  teaterskådespelare.
Anne Reid tilldelades brittiska imperieorden 2010. Hon har varit nominerad till BAFTA Awards.

## Filmografi i urval
- 1957 – Hancock's Half Hour
- 1958 – The Adventures of Robin Hood (TV-serie)
- 1961–1971 – Coronation Street (TV-serie)
- 1985 – Bleak House (TV-serie)
- 1986 – Victoria Wood As Seen on TV (TV-serie)
- 1989 – Doctor Who (TV-serie)
- 1992 – Casualty (TV-serie)
- 1994 – Pat and Margaret
- 1995 – Wallace & Gromit: Nära ögat (TV-serie)
- 1996 – Hetty Wainthropp Investigates (TV-serie)
- 1993–1999 – Läkarna på landet (TV-serie)
- 1998–2000 – Dinnerladies (TV-serie)
- 2000 – Liam
- 2001 – Linda Green (TV-serie)
- 2001–2002 – Ett fall för Dalziel & Pascoe (TV-serie)
- 2003 – Morden i Midsomer (TV-serie)
- 2003 – The Mother
- 2003–2006 – The Booze Cruise (TV-serie)
- 2004 – Rose and Maloney (TV-serie)
- 2004–2006 – Maggies nya liv (TV-serie)
- 2005 – A Little Trip to Heaven
- 2005 – Bleak House (TV-serie)
- 2006 – Jane Eyre (TV-serie)
- 2007 – Hot Fuzz
- 2007 – Doctor Who (TV-serie)
- 2007 – Savage Grace
- 2008 – Shameless (TV-serie)
- 2008 – In Love with Barbara
- 2010 – Cemetery Junction
- 2010 – Five Days (TV-serie)
- 2010 – Gamla snutar, nya spår (TV-serie)
- 2010–2012 – Upstairs Downstairs (TV-serie)
- 2012 – Foster
- 2012–2015 – Vår stora kärlek (TV-serie)
- 2013 – Song for Marion
- 2013 – Prisoners' Wives (TV-serie)
- 2014 – Inside No. 9 (TV-serie)
- 2014 – Our Zoo (TV-serie)
- 2014 – Believe
- 2017 – The Snowman
- 2019–2023 – Sandition (TV-serie)
- 2023 – I famnen på en mördare (TV-serie)